# Libertà
Libertà (em português Liberdade) é um jornal italiano, sendo o mais conhecido da cidade de Placência e da sua província. É vendido também em alguns pontos turísticos da Ligúria, Romanha, Versilia, Trentino-Alto Adige e Vale de Aosta, para melhor acompanhar os seus fiéis leitores.

## História
Fundado em 1883 por Ernesto Prati, é um dos jornais mais antigos da Itália. Os temas das suas páginas incluem política, crónica local, uma ampla página da Cultura, e também uma página para o Basso Lodigiano.
Uma das suas particularidades consiste em ocupar-se dos obituários, uma vez que na província de Piacenza normalmente não existe o hábito de publicar obituários afixados nos muros, como ocorre em outras regiões de Itália.
Em 2008 foi renovado totalmente e passou ao formato tabloide, e a ter todas as fotografias a cores. Em 2010 as vendas atingiram as 30.000 cópias nas edições da semana, e quase 40.000 nas edições do domingo.
Seu diretor, desde dezembro de 2018 é Pietro Visconti.

## Difusão
| Ano  | Cópias vendidas |
| ---- | --------------- |
| 2008 | 28.102          |
| 2007 | 28.808          |
| 2006 | 29.409          |